# ČSAD Liberec

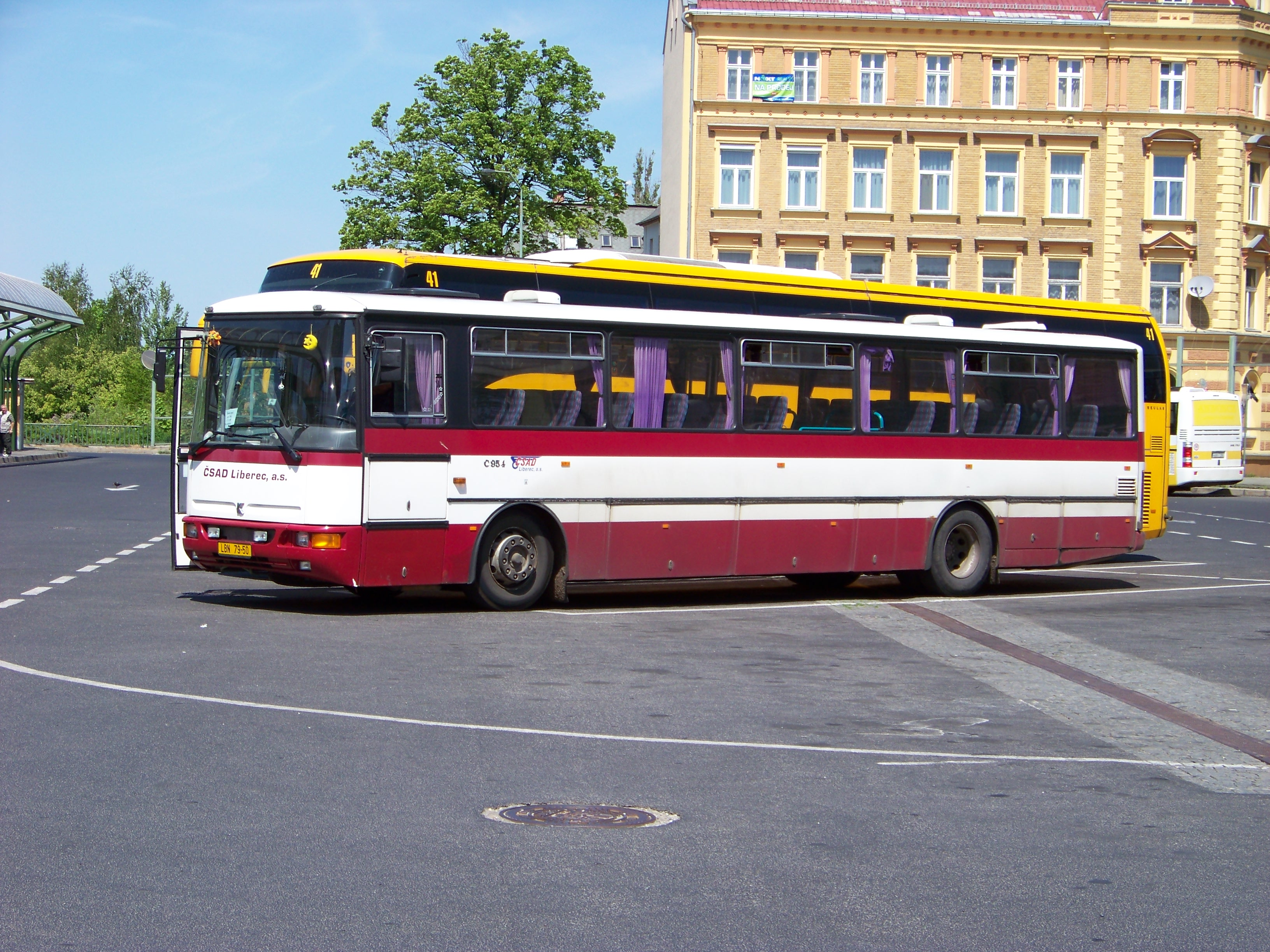
Autobus společnosti ČSAD Liberec

ČSAD Liberec, a.s. je severočeský autobusový dopravce se sídlem v Liberci. Provozuje převážně regionální autobusovou dopravu v závazku veřejné služby na území okresu Liberec,od prosince 2021 také na území okresu Česká Lípa a též několik linek příhraniční dopravy a v malém rozsahu i dálkovou vnitrostátní dopravu. Do roku 2008 měl samostatnou divizi MHD, kterou se podílel na provozování MHD v Liberci, a provozoval též nákladní dopravu, která byla od roku 2009 vyčleněna do samostatného podniku. Vedle sídla v areálu Doubí má provozovny na libereckém autobusovém nádraží, dále v Českém Dubu a ve Frýdlantě. Původně ji vlastnily města a obce okresu Liberec,[zdroj?] nyní je většinovým vlastníkem společnost Liberecká automobilová doprava s.r.o. (LIAD), jejímž jediným společníkem je od 4. prosince 1992 Ing. Petr Wasserbauer. V srpnu 2017 se usneslo zastupitelstvo Libereckého kraje, že odkoupí 86% podíl v ČSAD Liberec a.s.

## Historie
Předchůdcem akciové společnosti ČSAD Liberec byl závod 406 národního podniku Československá státní automobilová doprava, národní podnik, Ústí n. L. Závod měl sídlo v Liberci a další provozovny ve městech Český Dub, Frýdlant, Hrádek nad Nisou. V letech 1991–1998 existoval ve formě státního podniku Československá automobilová doprava Liberec, státní podnik. V akciovou společnost byl Fondem národního majetku transformován k počátku roku 1999. Od 2. září 1999 do 8. února 2002 byl FNM zapsán jako jediný akcionář. Až do ledna 2007 byla akcie zaknihované kmenové na majitele, od ledna 2007 jsou akcie listinné na jméno.
V prosinci 2005 byla správa autobusového nádraží v Liberci vyčleněna do samostatné společnosti ANL s.r.o.
V roce 2008 dosahovaly tržby společnosti 260 milionů korun. V září 2008 prodala ČSAD Liberec celou svoji divizi MHD Dopravnímu podniku města Liberce. V dubnu 2009 podnik zaměstnával v autobusové a kamionové dopravě a dílenských činnostech přibližně 300 lidí.
Ke konci května 2009 podnik propustil 19 zaměstnanců, řidičů nákladní dopravy, pro nadbytečnost, protože se snížil objem nasmlouvaných přeprav. Podnik popřel, že by chystal další propouštění, avšak někteří zaměstnanci tvrdili, že viděli seznam 29 propouštěných řidičů mezinárodní kamionové dopravy. Problém byl i ve vyplácení prémií, na které propouštění podle mzdového předpisu měli nárok, a proslýchala se informace o chystaném zrušení firmy, kterou mluvčí společnosti popřela. Podle fám měla společnost dál fungovat pod jinou hlavičkou a pouze některé její provozy. Již v červnu se tyto fámy částečně potvrdily a byl zveřejněn záměr rozdělení.
V první polovině roku 2009 vlastnila 66,89 % akcií společnost Liberecká autobusová doprava s.r.o., kterou prý založili manažeři bývalého státního podniku ČSAD, zbytek akcií patří asi 50 městům a obcím okresu Liberec. V červnu roku 2009 zastupitelstvo města Liberce rozhodlo prodat většinovému vlastníkovi, společnosti LIAD, 7,13% podíl vlastněný městem, protože společnost nevyplácela žádné dividendy a již ani neprovozovala MHD ale na nátlak dalších obcí, jejichž akcie by tím ztratily cenu, město od prodeje později upustilo. Mezitím však 6 jiných měst (například Nové Město pod Smrkem) prodalo své akcie tajně. Starosta Jindřichovic pod Smrkem naopak usiloval, aby byl tento prodej prohlášený za neplatný.
Ke konci roku 2009 byla činnost ČSAD Liberec omezena jen na osobní dopravu (základní kapitál klesl z 89 milionů Kč na 8,9 milionů) a odštěpeny byly společnosti pro další dosud provozované činnosti:
- Severotrans, a.s. (nákladní doprava a spedice, základní kapitál 45 milionů Kč, 119 zaměstnanců[6])
- Autocentrum Nord, a.s. (opravárenství a obchod, základní kapitál 3,5 milionů Kč, cca 45 zaměstnanců[6])
- FinReal Liberec, a.s. (správa realit, základní kapitál 89 milionů Kč, 9 zaměstnanců[6])

Tržby ČSAD Liberec i nadále klesaly a v letech 2010 i 2011 byl podnik ve ztrátě.

### Majetkový vstup kraje do ČSAD Liberec
29. srpna 2017 zastupitelstvo Libereckého kraje schválilo majetkový vstup kraje do dopravce ČSAD Liberec a.s. (86 % akcií ČSAD Liberec má koupit za necelých 16 milionů korun) a kraj vyjádřil připravenost jednat i s dalšími dopravci o majetkovém vstupu. Podle zprávy zveřejněné krajem je jediným důvodem zájem Libereckého kraje zajistit stabilní dopravní obslužnost za přijatelné ceny. O záměru zřízení vlastního dopravce začal Liberecký kraj uvažovat v době průtahů a obstrukcí u veřejných zakázek na zajištění autobusové dopravy na základě zkušenosti, že při současné legislativě, způsobu a termínech rozhodování ÚOHS není možné v reálných lhůtách standardně vysoutěžit dopravce. Ředitel BusLine Radek Chobot i šéf odborů BusLine Jiří Kuchyňka rozeslali před jednáním zastupitelstva komentáře, ve kterém postup kraje označují za nepřípustné obcházení zákona o zadávání veřejných zakázek.

## Linková doprava

### Městská doprava
V září 2008 koupil Dopravní podnik města Liberce asi za 30 milionů Kč od ČSAD Liberec a. s. celou divizi MHD, která se do té doby podílela na MHD v Liberci asi 20 % výkonů jako subdodavatel. Podle ředitele DMPL Jiřího Veselky DPML koupil tuto divizi jednak z obavy, aby ji nekoupil někdo jiný, a jednak v souladu se svou strategií, že si podnik bude maximum služeb zajišťovat sám. Touto akvizicí mimo jiné získal 23 autobusů a přes 50 stálých či příležitostných řidičů.

### Regionální doprava
V roce 2013 byl jedním z 10 autobusových dopravců zajišťujících základní dopravní obslužnost v Libereckém kraji. Do ZDO bylo zařazeno 37 jeho linek, přičemž roční výkony představují téměř 3,3 milionu kilometrů, což je více než čtvrtina autobusových výkonů ZDO v kraji.
Dopravce je zapojen do integrovaného dopravního systému IDOL, a to 11 linkami již od jeho pilotní fáze od 18. května 2009, od 1. července 2009 pak do něj bylo zahrnuto celé území kraje. V prosinci 2012 byly některé linky zařazeny do systémů poptávkové dopravy v podsystémech RadioStop, RadioBus a Zastávka pro výstup.

### Linka Praha–Liberec
Společnost jezdila do listopadu 2004 jako jediná na lince z Prahy do Liberce a zpět, čímž navazovala na padesátiletý monopol dopravců pod značkou ČSAD. Část spojů byla zastávková. Trasa Praha – Liberec byla výjimečná tím, že ač je lukrativní, dopravní úřad v Liberci ji zahrnul do závazku veřejné služby a dopravu na ní financoval dopravci ČSAD Liberec a.s. stejným způsobem jako na dotovaných místních linkách. Na dotovanou trasu přitom zákon zakazuje vydat licenci dalšímu dopravci. Liberecký krajský úřad také v letech 2003 a 2004 zamítal konkurenčním dopravcům vydání licencí. Zatímco náměstek hejtmana Miroslav Mach tvrdil, že zisk z této linky snižuje ztráty jiných linek v ZDO, vedoucí krajského odboru dopravy Stanislava Jakešová tvrdila, že tato linka není zisková a ČSAD Liberec tento rozpor odmítla komentovat. Radim Jančura kritizoval neprůhledné přelévání peněz.
Magistrát hlavního města Prahy ovšem zastával jiný výklad zákona a přes nesouhlas Libereckého kraje vydal v listopadu 2004 licenci firmě Hotliner s. r. o. a v lednu 2005 i Student Agency, později zde začal jezdit i JUDr. Jan Hofmann. Liberecký dopravní úřad hodlal u ministerstva dopravy napadnout platnost licence vydané v Praze. Později tuto linku vyjmul ze závazku veřejné služby a ČSAD Liberec podstatně omezila provoz na této trase. Firma Hotliner trasu opustila v březnu 2006.
Původnímu dopravci po vstupu konkurence klesly zisky z trasy o jednu třetinu.
ČSAD Liberec odmítala uzavřít se Student Agency smlouvu o užívání autobusového nádraží v Liberci, které tehdy vlastnila (problémy s uzavíráním smlouvy měl již i Hotliner) a její vozy na autobusové nádraží vpouštět, ačkoliv Student Agency měla na tuto linku řádnou licenci vydanou pražským magistrátem. ČSAD to zdůvodňovala tím, že odjezdové stání určené pro odjezdy do Prahy je již vytížené a ostatní stání jsou určena pro jiné směry. Několik měsíců tak probíhal konkurenční boj, kdy Student Agency zastavovalo mimo zastávku v prostoru před autobusovým nádražím, nádraží celodenně hlídala bezpečnostní agentura najatá ČSAD Liberec, která u vjezdu do nádraží nechala postavit i závoru. Student Agency kompenzovala cestujícím tuto nevýhodu od 2. února 2005 symbolickou cenou 1 Kč za jízdu z Liberce do Prahy. Dopravce Hotliner kvůli tomu podal na Student Agency žalobu pro nekalou soutěž a zároveň podnět k Úřadu pro ochranu hospodářské soutěže. Rovněž ČSAD Liberec se vyjádřila, že podá žalobu i podnět, a 21. února 2005 vydal Krajský soud v Brně předběžné opatření, kterým zakázal Student Agency prodávat jízdenky do Prahy za 1 Kč. ČSAD Liberec od 24. února na základě dalšího předběžného opatření soudu začala autobusy vpouštět na autobusové nádraží, avšak od 6. března jim zase ve vjezdu bránila až do 11. srpna, protože došlo ke sporu o to, zda předběžné opatření stále platí. Úřad pro hospodářskou soutěž ve sporu SA – ČSAD Liberec konstatoval, že ČSAD Liberec zneužila svého monopolního postavení, za což dostala pokutu 2,5 milionu korun, která byla po podání rozkladu snížena na 2 miliony korun. Rozhodnutí úřad vydal 6. června 2005, rozhodnutí o rozkladu dne 15. května 2006. Dne 6. dubna 2007 rozhodnutí ÚOHS potvrdil Krajský soud v Brně. V důsledku sporů vlastník ČSAD Liberec, jímž byly obce Libereckého kraje, založil novou firmu ANL, s. r. o., která od prosince 2005 má ve správě autobusové nádraží Liberec. To tak již není ve správě žádného dopravce.
Provoz linky z Prahy do Liberce ČSAD Liberec ukončila z ekonomických důvodů (nízkého vytížení autobusů) ke dni 9. prosince 2007.
Od roku 2009 do konce roku 2012 jezdily na trase mezi Prahou a Libercem vedle autobusů Student Agency také spoje Dopravního podniku měst Liberce a Jablonce nad Nisou (DPMLJ). V reakci na ukončení jízd dopravního podniku začaly od 4. února 2013 na této lince opět jezdit i autobusy ČSAD Liberec, ovšem ke konci roku 2013 společnost provoz na lince pro nedostatečné využití kapacity vypravovaných autobusů ukončila. DPMLJ od počátku roku 2013 začal jezdit pro Student Agency jako subdodavatel na spojích, které mají umožnit přepravu vozíčkářů.

### Další vnitrostátní dálkové linky
K 2. lednu 2010 kvůli cenové konkurenční válce dopravce zrušil linku 540005 z Liberce do Brna. K 6. březnu 2010 ukončil provoz na lince 540004 Liberec–Karlovy Vary. Od června 2013 zrušil z důvodu nevyužité kapacity provoz na linkách Liberec–Pardubice–Jihlava (540003) a na lince Liberec–Pardubice–České Budějovice (540004), která byla zavedena od l. listopadu 2012.
Z vnitrostátních dálkových linek je tedy mezi dálkové řazena již jen linka 540360 z Liberce do Mladé Boleslavi, která je ovšem celá zařazena do regionálního systému IDOL.
Na linkách do Karlových Varů a do Dudinců zavedl od prosince 2009 WiFi připojení.
Počínaje 11. prosincem 2016 zavede společnost přímou linku z Frýdlantska do Prahy. Naplánovaná je po trase Nové Město pod Smrkem – Lázně Libverda – Hejnice – Frýdlant – Liberec – Mladá Boleslav – Praha a zajišťovat ji budou vždy dva spoje v jednom směru během pracovních dní a tři spoje o víkendu.

### Mezinárodní linky
Dopravce provozuje 4 mezinárodní linky z Liberce, a to linku do slovenského města Dudince (000334) a tři linky do Polska: do měst Bogatynia (000645), Zgorzelec (000669) a Sieniawka (000689). Na lince do Dudinců se podílel též dopravce ADOTECH s.r.o., na nějž byla linka někdy v roce 2013 přepsána,  V jízdním řádu platném pro 7. 2. až 7. 5. 2014 je uvedeno, že k dopravě je oprávněn též ČSAD Liberec a.s., avšak v této době nezajišťuje žádný spoj.

## Vozový park
V roce 2001 společnost koupila první autobus na CNG, a to Karosa LC 735. V letech 2004 až 2007 koupila pro svou divizi MHD 5 vozů značky TEDOM 123 G a stala se tak prvním zákazníkem společnosti TEDOM a tím i hlavním partnerem v testování a vylepšování jejích vozidel. Celou divizi MHD v roce 2008 prodala libereckému dopravnímu podniku.
Začátkem roku 2014 evidoval web Seznam autobusů.cz u ČSAD Liberec a. s. cca 68 provozních autobusů, z toho 35 tvoří autobusy Karosa (15x Karosa C 954, 16x Karosa C 934, po jednom kuse Karosa Axer, Karosa C 734, Karosa LC 735, Karosa C 955), 10 kusů autobusy Irisbus (z toho 9 kusů Irisbus Crossway různých délek a 1 kus Irisbus Ares 12M), dále 14 kusů autobusů SOR různých typů a délek (z toho 6 kusů SOR CN 8,5 a 5 plynových autobusů), 3 plynové autobusy TEDOM L12G, dále 2 kusy MAN Lion's Regio, 1 kus MAN SÜ 313, 1 vůz VDL Futura2 a 2 midibusy Mercedes-Benz Sprinter 413 CDI.
V dubnu 2021 ČSAD Liberec koupil od Dopravního podniku Ostrava 2 vozy Solaris Urbino 18, za které zaplatil 544 000 Kč bez DPH.
| TYP                          | ROK VÝROBY          | CELKOVÝ POČET KUSŮ | POČET KUSŮ VE STŘEDISCÍCH                                                         | POZNÁMKY                     |
| ---------------------------- | ------------------- | ------------------ | --------------------------------------------------------------------------------- | ---------------------------- |
| Bova Futura FLD 127          | 2009                | 1                  | Liberec                                                                           |                              |
| Irisbus Arway 12,8m          | 2007                | 1                  | Liberec                                                                           |                              |
| Irisbus Arway 15m            | 2008 2010           | 2                  | 1ks - Liberec 1ks - Frýdlant                                                      |                              |
| Irisbus Crossway 10,6m       | 2009                | 1                  | Liberec                                                                           |                              |
| Irisbus Crossway 12m         | 2007 a 2011         | 5                  | 1ks - Nový Bor 1ks - Liberec 1ks - Česká Lípa 2ks - Frýdlant                      |                              |
| Irisbus Crossway LE 10,8M    | 2012 a 2013         | 4                  | 2ks - Frýdlant 1ks - Nový Bor 1ks - Liberec                                       | jeden vůz je zařazen v PID   |
| Irisbus Crossway LE 12M      | 2008,2009 2011-2014 | 17                 | 3ks Českolipsko 3ks - Frýdlant 6ks - Nový Bor 2ks - Liberec 3ks - Česká Lípa      |                              |
| Irisbus Crossway LE 12,8M    | 2008                | 1                  | Liberec                                                                           |                              |
| Irisbus Citelis 12M CNG      | 2008                | 1                  | Liberec (výluky)                                                                  |                              |
| Irisbus Citybus 18M          | 2003                | 2                  | Liberec (výluky)                                                                  |                              |
| Iveco Crossway LE LINE 10,8M | 2014,2015           | 2                  | 1ks Frýdlant 1ks                                                                  | jeden vůz je zařazen v PID   |
| Iveco Crossway LE LINE 12M   | 2015-2016 2019-2021 | 56                 | 20ks - Liberec 14ks - Česká Lípa 5ks - Českolipsko 10ks - Frýdlant 7ks - Nový Bor | 8 vozů je zařazeno v PID     |
| Iveco Crossway LE LINE 14,5M | 2020-2021           | 13                 | 7ks - Česká Lípa 6ks - Liberec                                                    | 4 vozy jsou zařazeny v PID   |
| Iveco Crossway LE CITY 14,5M | 2021                | 2                  | Liberec                                                                           |                              |
| IVECO Crossway LINE 12M      | 2015,2016           | 3                  | Nový Bor                                                                          |                              |
| IVECO Crossway PRO 12M       | 2015,2018           | 2                  | 1ks - Frýdlant 1ks - Česká Lípa                                                   | oba vozy jsou zařazeny v PID |
| Karosa Axer 12M              | 2006                | 1                  | Česká Lípa                                                                        | Slouží jako záložní vozidlo  |
| Karosa C954E                 | 2006                | 2                  | Liberec                                                                           | v zimě jako skibus           |
| Karosa C955 Recreo           | 2006                | 1                  | Liberec                                                                           |                              |
| Mercedes-Benz Sprinter       | 2005                | 1                  | Liberec                                                                           |                              |
|                              |                     |                    |                                                                                   |                              |
|                              |                     |                    |                                                                                   |                              |